# Stolitsa Group
Stolitsa Group (Столиця груп, SG) — українсько-литовська девелоперська компанія з головним офісом у Києві, заснована у 2003 році. У 2018—2019 рр. була найбільшим забудовником Києва та області за версією НВ. На серпень 2021 року компанія є найбільшим забудовником житлової нерухомості в Києві за останні 2,5 роки, її частка становить 13,5 %.

## Історія
Компанія Stolitsa Group почала свою історію у 2003 році.  Влада Молчанова у партнерстві з київським бізнесменом Володимиром Костеріном створила спільну будівельну компанію Stolitsa Group. У 2009 році Володимир Костерін продав свою частку в Stolitsa Group литовській бізнес-групі з іноземним капіталом  «BT Invest». BT Invest також розвиває мережу супермаркетів Novus та зерновий термінал EVT в Миколаївському порту.
Згідно з офіційними даними ЄДР станом на 2021 бенефіціарними власниками ТОВ «Столиця груп» є Марина Познякова, Раймондас Туменас, Агне Рузгиєне та Іван Молчанов. Директор компанії Stolitsa Group є Едуард Соколовський.
Основним видом діяльності Stolitsa Group є: інвестиційна діяльність та надання консультацій з реалізації будівельних проєктів від розробки концепції проєкту до консультацій з будівництва та введення об'єкта в експлуатацію.
У 2014 році компанія стала членом Європейської бізнес асоціації.
Станом на 2020 рік група компаній Stolitsa Group входить до трійки найбільших девелоперів столиці України.
До складу компанії входять більш ніж 50 юридичних осіб, які виконують комплекс робіт пов'язаний із проєктуванням, будівництвом та введенням в експлуатацію будівель.
У квітні 2021 року компанія підписала  з міською владою, МВС, СБУ і Мінрегіоном за координації Офісу Президента України Меморандум про добудову ЖК збанкрутілого банку Аркада.
Через 3 місяці після початку повномасштабного вторгнення компанія  Stolitsa Group однією з перших відновила роботу і будівництво своїх об'єктів, та за 2022 рік ввела в експлуатацію 16 будинків (309 тисяч квадратних метрів). На 2023 вийшла на 40% від обсягів довоєнного періоду.
У 2023 році, з ініціативи Влади Молчанової, компанія Stolitsa Group разом з іншими найбільшими українськими девелоперськими компаніями,  заснували Українську асоціацію девелоперів «з метою спільного розвитку галузі та відбудови України».

## Проєкти
За даними онлайн-ресурсу ЛУН Stolitsa Group побудувала 90 будинків (11 об'єктів). На стадії будівництва знаходиться ще близько 40 будинків.
Компанія зосередила будівництво об'єктів у місті Києві.
Житлові комплекси Stolitsa Group зазвичай мають індивідуальне опалення, паркування, енергоощадні системи тощо. На території ЖК передбачено власну соціальну та побутову інфраструктури. В ЖК передбачені супермаркети, торговельні центри, спортзали, ресторани, школи та садочки.
Список деяких завершених ЖК компанії:
- ЖК Варшавський Плюс
- ЖК Варшавський 1
- ЖК Квартет
- ЖК Ліпінка
- ЖК Галактика
- ЖК Відпочинок
- ЖК Seven
- ЖК Hoffmann Haus
- ЖК Південна Брама
- ЖК Golden Park
- ЖК Вертикаль
- ЖК Дубовий гай
- ЖК на Депутатській
- ЖК на Верховинній
- ЖК на вулиці Богатирській
- ЖК на Туманяна
- ЖК на Крамського

Станом на 2024 рік триває розбудова масштабного проєкту комплексної забудови Житлового масиву Варшавський. До його складу входять ЖК Варшавський (зданий) та ЖК Варшавський плюс (зданий). Наразі триває будівництво ЖК Варшавський 2 та ЖК Варшавський 3.

### ТРЦ Retroville
У 2020 році Stolitsa Group побудувала ТРЦ Retroville на Виноградарі у Києві. Його особливостями є вулична event-зона, дві галереї, закільцьовані по колу, та наявність 3000 паркомісць. Для добудови Retroville менеджмент Stolitsa Group додатково залучив близько €40 млн євро від Польського народного банку.
Загальна площа 86 000 м2.  У ТРЦ є  кінотеатр, басейн, фуд-корти та інші заклади, площі орендують понад 250 магазинів. 20 березня 2022 року Retroville значно постраждав через російський ракетний обстріл, в наслідок якого були знищені розташовані поруч фітнес-клуб Sport Life та бізнес-центр, а також припарковані автомобілі. В деяких сусідніх будинках вибито вікна. Загинуло принаймні 8 людей.
Відновлений ТРЦ розпочав роботу 29 липня 2022 року, через 4 місяці після російського бомбардування.

### Аркада
У 2019 році зупинилися роботи на будмайданчиках великих житлових комплексів Києва — «Патріотика» на Осокорках та «Еврика» на Теремках. Девелопером цих об'єктів був скандальний банк «Аркада», який у серпні 2020 року Нацбанк відніс до неплатоспроможних. Мер Києва Віталій Кличко звернувся до співзасновниці Stolitsa Group Владислави Молчанової з проханням «знайти можливість допомогти», компанія погодилася. Було створено дорожню карту, яка закріплює зобов'язання влади, нового забудовника та інвесторів.
У 2022 році було введено в експлуатацію два будинки ЖК "Патріотика". Станом на 2023 роботи на об’єктах Аркади тривають і їхні темпи поступово збільшуються, підготовлено до введення в експлуатацію будинки №14, 15, 18 у ЖК «Еврика».
Після початку повномасштабного вторгнення компанія продовжила інвестувати в добудову "Еврики" й "Патріотики".

### ЖК H2O
У 2023 році на південь від житлового масиву, на березі озер Тягле та Небреж Stolitsa Group почала зводити комплекс H2O отримавши дозвіл Департаменту міського доброустрою. На території згаданих земельних ділянок створено два ландшафтні заказники місцевого значення: «Озеро Тягле» та «Осокорківські луки».
Відповідно до Меморандуму, 10% грошей з продажу житла в ЖК Н2О підуть на добудову колишніх об’єктів банку «Аркада»: ЖК «Еврика», «Патріотика» і «Патріотика на озерах».

### Варшавський масив
Масштабний проєкт будівництва розроблений компанією Stolitsa Group на Виноградарі неподалік ТРЦ Retroville, що будується на території площею 80 га.
Проєктом передбачено вдосконалення інженерної інфраструктури району, заплановано нову тролейбусну та автобусну лінії, а також новий автовокзал. Концепція комплексу передбачає зведення 13 будинків змінної поверховості, які формують 5 житлових кварталів з власною інфраструктурою на території масиву, зокрема дитячими садками та школами, спортивними та ігровими майданчиками тощо.   Масив складається з 4 черг: ЖК Варшавський, ЖК Варшавський Плюс, ЖК Варшавський 2 та ЖК Варшавський 3, перші два яких з яких вже реалізовані. До 40% площі масиву складає зелена територія, що включає парки, сквери та алеї.
На початку повномасштабного вторгнення будівництво було призупинено, проте вже в травні роботи відновилися.

## Відзнаки та нагороди
ЖК Квартет від Stolitsa Group отримав премію BUILDING AWARDS-2016.
Stolitsa Group — перша українська компанія, удостоєна нагороди Century International Quality ERA у сфері девелопменту.